# Pterolophia krishna
Pterolophia krishna är en skalbaggsart som beskrevs av Holzschuh 2006. Pterolophia krishna ingår i släktet Pterolophia och familjen långhorningar.
Artens utbredningsområde är Nepal. Inga underarter finns listade i Catalogue of Life.